# فريدي رودريغز
فريدي رودريغز (بالإنجليزية: Freddy Rodriguez)‏ ممثل بورتوريكي من مواليد 17 يناير 1975.

## روابط خارجية
- فريدي رودريغز على موقع IMDb (الإنجليزية)
- فريدي رودريغز على موقع قاعدة بيانات الأفلام العربية
- فريدي رودريغز على موقع ألو سيني (الفرنسية)
- فريدي رودريغز على موقع أول موفي (الإنجليزية)
- فريدي رودريغز على موقع قاعدة بيانات الأفلام السويدية (السويدية)
- فريدي رودريغز على موقع إن إن دي بي (الإنجليزية)
- فريدي رودريغز على موقع قاعدة بيانات الفيلم (الإنجليزية)
- فريدي رودريغز على موقع كينوبويسك (الروسية)